# 教保生命保険
教保生命保険株式会社（キョボせいめいほけん、朝: 교보생명보험 주식회사、英: Kyobo Life Insurance Co., Ltd.）は、韓国ソウル市鐘路区に本社を置く生命保険会社である。 
本社ビルはシーザー・ペリの設計によるもので、在韓オーストラリア大使館、在韓コロンビア大使館、在韓オーストリア大使館、在韓フィンランド大使館が入居しており、敷地内に各国の国旗が掲げられている。

## 歴史
- 1958年 - 愼鏞虎が大韓教育保険株式会社を設立、世界初の教育保険（進学保険）を発売。
- 1980年 - 子会社である教保文庫を設立。
- 1987年 - 忠清南道天安市に研修員である「啓性院」を設立。
- 1991年 - 大山農村財団を設立。
- 1991年 - 大山文化財団を設立。
- 1994年 - 大韓証券を買収。
- 1995年 - 現在の社名に商号変更[2]。
- 1996年 - 韓国電算株式会社を買収し、教保情報通信株式会社に商号を変更。
- 1997年 - 教保生命教育文化財団を設立。
- 2001年 - 現在のCIに変更[3]。
- 2003年 - 江南教保タワーを竣工。設計はマリオ・ボッタによる。
- 2013年 - 教保ライフプラネット生命保険設立。
- 2014年 - ウリィ銀行を買収試行。
- 2016年 - 教保人のVision 2020宣言。